# Intercolunnio
L'intercolunnio (o intercolumnio, o intercolonnio; dal latino intercolumnium) è in architettura lo spazio compreso fra due colonne di un colonnato, misurato nella parte inferiore della colonna. Nell'architettura romana, rinascimentale e barocca, l'intercolunnio viene misurato in base a una codifica definita dall'architetto romano Vitruvio nel I secolo a.C., espressa in termini di diametro della colonna alla base.

## Standard di intercolunnio
Detto D il diametro alla base di una colonna, Vitruvio definisce i seguenti standard:
- Picnostilo (Pycnostylo ): 1,5 D, esempi a Roma: tempio del Divo Giulio, tempio di Venere Genitrice, tempio di Apollo Sosiano;
- Sistilo (Systylo): 2 D, esempio: tempio della Fortuna equestre nel Campo Marzio;
- Eustilo (Eustylo): 2,25 D (considerata da Vitruvio come la migliore proporzione), esempio: tempio greco dedicato a Dioniso a Teo, opera dell'architetto Ermogene di Priene;
- Diastilo (Diastylo): 3D, esempio: tempio di Apollo Palatino a Roma;
- Areostilo (Araeostylo): maggiore di 3D (secondo Vitruvio richiede un architrave in legno), esempio: tempio di Giove Ottimo Massimo a Roma.